# 24 ur Le Mansa 1924
24 ur Le Mansa 1924 je bila druga vzdržljivostna dirka 24 ur Le Mansa. Potekala je 14. in 15. junija 1924.

## Rezultati

### Uvrščeni
| Poz | Razred | Št | Moštvo                                                        | Dirkači                               | Šasija                 | Motor                     | Krogi |
| --- | ------ | -- | ------------------------------------------------------------- | ------------------------------------- | ---------------------- | ------------------------- | ----- |
| 1   | 3.0    | 8  | Duff & Aldington                                              | Capt. John F. Duff Frank Clement      | Bentley 3 Litre Sport  | Bentley 3.0L I4           | 120   |
| 2   | 5.0    | 6  | Brez imena                                                    | Henri Stoffel Éduoard Brisson         | Lorraine-Dietrich B3-6 | Lorraine-Dietrich 3.5L I6 | 119   |
| 3   | 5.0    | 5  | Brez imena                                                    | Gérard de Courcelles André Rosignol   | Lorraine-Dietrich B3-6 | Lorraine-Dietrich 3.5L I6 | 119   |
| 4   | 2.0    | 31 | Brez imena                                                    | André Pisard "Chavée"                 | Chenard & Walcker      | Chenard & Walcker 2.0L I4 | 111   |
| 5   | 2.0    | 30 | Brez imena                                                    | Christian Dauvergne Manso de Zuniga   | Chenard & Walcker      | Chenard & Walcker 2.0L I4 | 108   |
| 6   | 2.0    | 17 | Brez imena                                                    | Gaston Delalande Georges Guignard     | Rolland-Pilain C23     | Rolland-Pilain 2.0L I4    | 106   |
| 7   | 3.0    | 15 | Brez imena                                                    | Eugéne Verpault Marcel Delabarre      | Brasier TB4            | Brasier 2.1L I4           | 106   |
| 8   | 3.0    | 16 | Brez imena                                                    | "Migeot" Léopold Jougoet              | Brasier TB4            | Brasier 2.1L I4           | 104   |
| 9   | 2.0    | 19 | Brez imena                                                    | Louis Sire Louis Tremel               | Rolland-Pilain C23     | Rolland-Pilain 2.0L I4    | 104   |
| 10  | 2.0    | 28 | Brez imena                                                    | Raymond de Tornaco Francis Barthelemy | Bignan                 | Bignan 2.0L I4            | 102   |
| 11  | 1.1    | 51 | Brez imena                                                    | Fernand Gabriel Henri Lapierre        | Ariés 8-10 CV          | Ariés 1.1L I4             | 91    |
| 12  | 1.1    | 46 | Société des Automobiles a Refroidissements par Air (S.A.R.A.) | André Marandet Louis Francois         | S.A.R.A.               | S.A.R.A. 1.1L I4          | 89    |
| 13  | 1.1    | 50 | Brez imena                                                    | Louis Rigal Roger Delano              | Ariés 8-10 CV          | Ariés 1.1L I4             | 89    |
| 14  | 1.1    | 52 | Brez imena                                                    | Maurice Boutmy Jérôme Marcandanti     | Amilcar CV             | Amilcar 1.0L I4           | 87    |

### Neuvrščeni
| Poz | Razred | Št | Moštvo     | Dirkači                                | Šasija            | Motor                     | Krogi |
| --- | ------ | -- | ---------- | -------------------------------------- | ----------------- | ------------------------- | ----- |
| 15  | 1.5    | 38 | Brez imena | Pierre Bacqueyrisses Georges Delaroche | Chenard & Walcker | Chenard & Walcker 1.5L I4 | ?     |
| 16  | 1.5    | 40 | Brez imena | Raoul Roret Bruno Calise               | Alba              | Alba 1.5L I4              | ?     |

### Odstopi
| Poz | Razred | Št | Moštvo                                                        | Dirkači                           | Šasija                          | Motor                     | Krogi |
| --- | ------ | -- | ------------------------------------------------------------- | --------------------------------- | ------------------------------- | ------------------------- | ----- |
| 17  | 5.0    | 4  | Brez imena                                                    | Robert Bloch "Stalter"            | Lorraine-Dietrich B3-6          | Lorraine-Dietrich 3.5L I6 | 112   |
| 18  | 2.0    | 29 | Brez imena                                                    | René Marie Henri Springuel        | Bignan                          | Bignan 2.0L I4            | 88    |
| 19  | 1.5    | 37 | Brez imena                                                    | Raymond Glaszmann Robert Sénéchal | Chenard & Walcker               | Chenard & Walcker 1.5L I4 | 83    |
| 20  | 1.1    | 45 | Société des Automobiles a Refroidissements par Air (S.A.R.A.) | Lucien Erb Léon Fabert            | S.A.R.A. ATS                    | S.A.R.A. 1.1L I4          | 82    |
| 21  | 1.1    | 47 | Société des Automobiles a Refroidissements par Air (S.A.R.A.) | Jules de Ségovia "Alcain"         | S.A.R.A. ATS                    | S.A.R.A. 1.1L I4          | 80    |
| 22  | 3.0    | 7  | Brez imena                                                    | Charles Flohot Robert Laly        | Ariés 3-Litre                   | Ariés 3.0L I4             | 64    |
| 23  | 2.0    | 20 | Brez imena                                                    | Gérard Marinie Antoine Dubreil    | Rolland-Pilain C23              | Rolland-Pilain 2.0L I4    | 60    |
| 24  | 2.0    | 32 | Brez imena                                                    | Louis Henry Jean Vaurez           | G.R.P.                          | G.R.P. 1.7L I4            | 59    |
| 25  | 1.5    | 43 | Brez imena                                                    | Charles Drouin Louis Balart       | Corre La Licorne                | Corre 1.5L I4             | 58    |
| 26  | 2.0    | 27 | Brez imena                                                    | Jean Dourianou Pierre Malleveau   | Georges Irat 4A/3               | Georges Irat 2.0L I4      | 42    |
| 27  | 2.0    | 23 | Brez imena                                                    | Charles Montier Albert Ouriou     | Montier Spéciale (Ford Model T) | Montier 2.0L I4           | 40    |
| 28  | 5.0    | 3  | Brez imena                                                    | André Lagache René Léonard        | Chenard & Walcker               | Chenard & Walcker 3.9L I8 | 26    |
| 29  | 1.1    | 49 | Brez imena                                                    | Charles Follot Fernand Casellini  | Majola                          | Majola 1.1L I4            | 22    |
| 30  | 2.0    | 18 | Brez imena                                                    | Jean de Marguenat René Gaudin     | Rolland-Pilain C23              | Rolland-Pilain 2.0L I4    | 18    |
| 31  | 1.1    | 48 | Brez imena                                                    | André Morel Marius Mestivier      | Amilcar CGS                     | Amilcar 1.1L I4           | 13    |
| 32  | 1.5    | 33 | Brez imena                                                    | Louis Chenard E. Chenard          | Louis Chenard                   | Louis Chenard 1.5L I4     | 13    |
| 33  | 2.0    | 25 | Brez imena                                                    | Marcel Mongin Roland Coty         | Oméga Six                       | Oméga 2.0L I6             | 11    |
| 34  | 3.0    | 11 | Brez imena                                                    | Jérôme Le Dure Jean Matthys       | Bignan                          | Bignan 3.0L I6            | 10    |
| 35  | 2.0    | 24 | Brez imena                                                    | Jacques Margueritte Louis Bonne   | Oméga Six                       | Oméga 2.0L I6             | 9     |
| 36  | 3.0    | 10 | Brez imena                                                    | Jean Martin Philippe de Marne     | Bignan                          | Bignan 3.0L I6            | 8     |
| 37  | 3.0    | 9  | Brez imena                                                    | Raoul Bachmann Fernand Bachmann   | Chenard & Walcker Sport         | Chenard & Walcker 3.0L I4 | 6     |
| 38  | 1.5    | 44 | Brez imena                                                    | Joseph Paul Fernand Vallon        | Corre La Licorne                | Corre 1.5L I4             | 5     |
| 39  | 1.5    | 42 | Brez imena                                                    | Albert Colomb W. Lestienne        | Corre La Licorne                | Corre 1.5L I4             | 3     |

#### Statistika
- Najhitrejši krog - #3 André Lagache/René Léonard - 9:19
- Razdalja - 2077.34km
- Povprečna hitrost - 86.555km/h